# Sechstagerennen von Essen

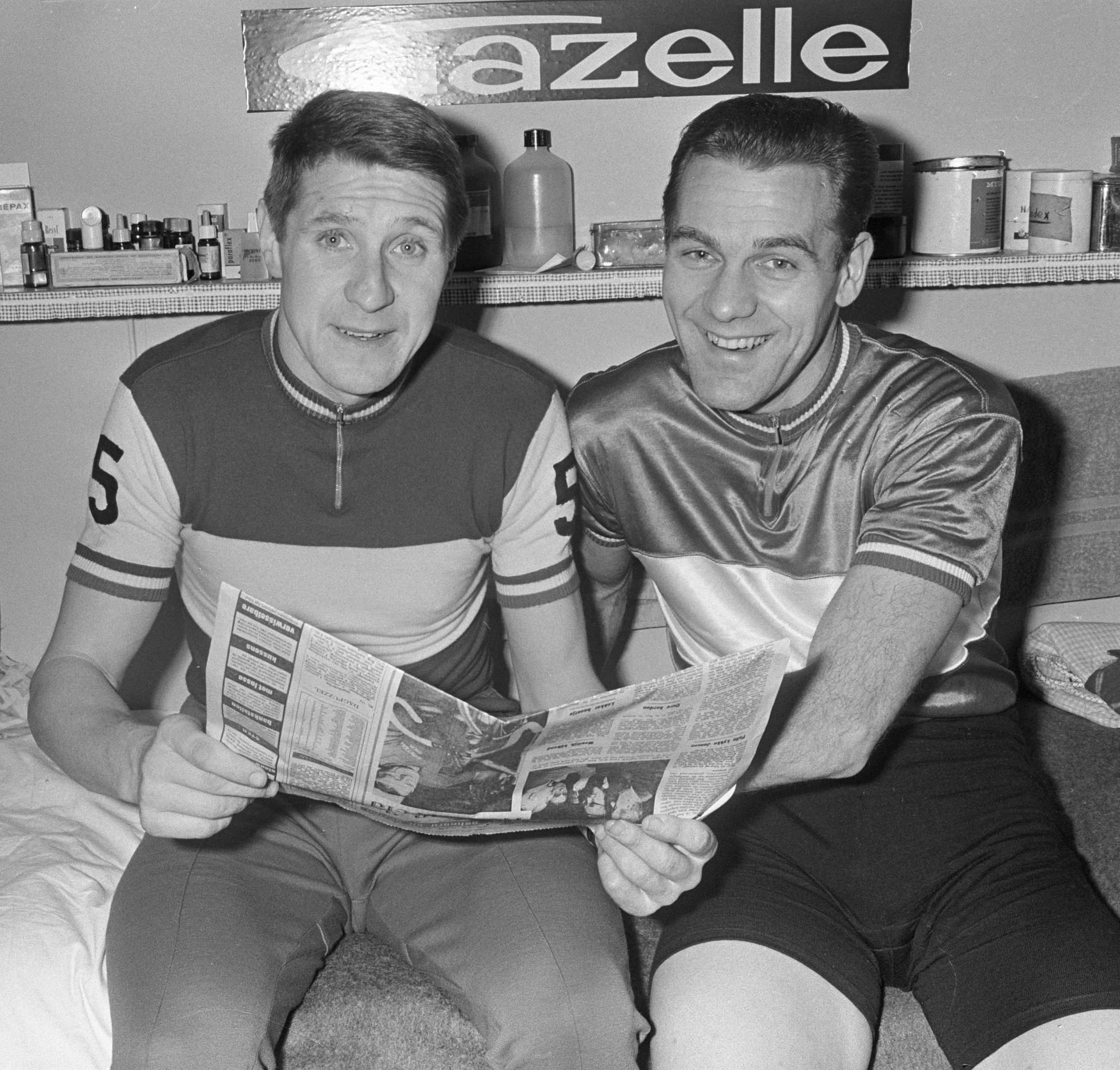
Peter Post (links) und Fritz Pfenninger, Sieger 1966 und 1967

Das Sechstagerennen von Essen war eine Bahnradsportveranstaltung in der deutschen Stadt Essen, die von 1960 bis 1967 jährlich stattfand.

## Radrennbahn
Das Rennen fand in der Grugahalle auf dem Messegelände in Essen statt. Die Bahn hatte eine Länge von 150 Metern und wurde jeweils für das Sechstagerennen eingebaut. Die Halle konnte während des Sechstagerennens von bis zu 7000 Zuschauern besucht werden. Das Rennen hatte acht Austragungen.

## Palmarès
| Jahr | Sieger                                |
| ---- | ------------------------------------- |
| 1960 | Günther Ziegler – Hans Jaroszewicz    |
| 1961 | Reginald Arnold – Ferdinando Terruzzi |
| 1962 | Klaus Bugdahl – Fritz Pfenninger      |
| 1963 | Rudi Altig – Hennes Junkermann        |
| 1964 | Rudi Altig – Hennes Junkermann        |
| 1965 | Peter Post – Rik Van Steenbergen      |
| 1966 | Peter Post – Fritz Pfenninger         |
| 1967 | Peter Post – Fritz Pfenninger         |

Erfolgreichste Fahrer waren Fritz Pfenninger und Peter Post mit jeweils drei Siegen.